# Armasi-Bilingue

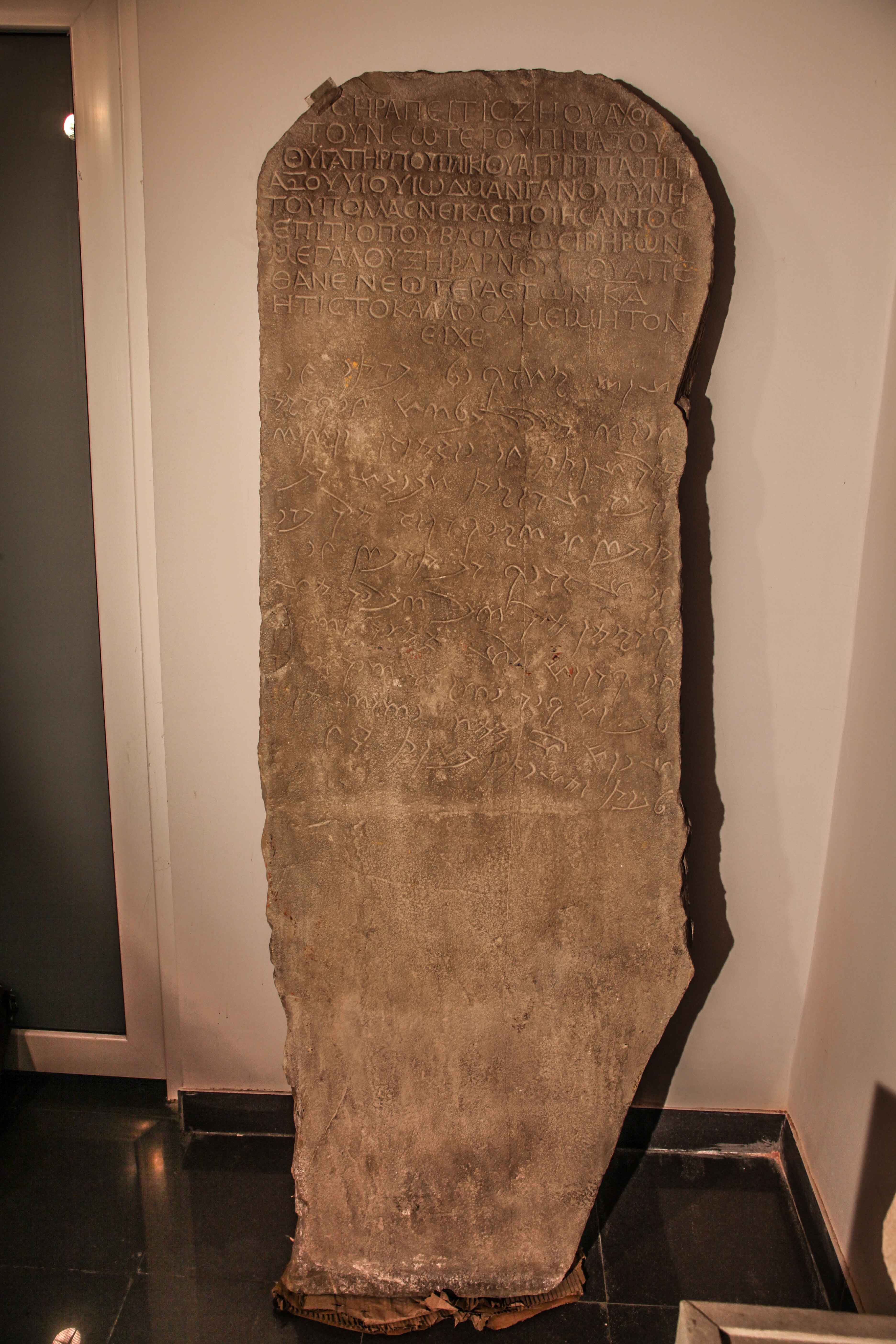
Die Armasi-Bilingue

Die Armasi-Bilingue (georgisch არმაზის ბილინგვა) ist ein iberisches (georgisches) Epitaph aus antiker Zeit mit einem zweisprachigen Text in Griechisch und Aramäisch. Der aramäische Text ist mit der armasischen Schrift (einer Variante des Aramäischen) geschrieben.
Die Bilingue wurde am 25. November 1940 bei archäologischen Grabungen in der namensgebenden Fundstätte Armasi nahe der heutigen georgischen Regionshauptstadt Mzcheta gefunden. Der Text wurde 1941 von dem georgischen Linguisten Giorgi Zereteli entziffert. Heute befindet sich der Stein im Georgischen Nationalmuseum in Tiflis.
Das Epitaph gehört zur georgischen Edelfrau Serapit, die wohl im 1. Jahrhundert in jener Gegend lebte. In der Inschrift der Bilingue werden auch georgische Staatsoberhäupter und andere Beamte dieser Zeit benannt.